# Sirdalsvatnet
 (août 2025).
Le Sirdalsvatnet est un lac de Norvège situé dans le comté d'Agder. Il est situé sur le cours de la Sira (no), à une altitude de 53 mètres. De forme très allongée, il mesure 27 kilomètres de longueur pour une superficie de 18,8 km².

## Géographie
Le Sirdalsvatnet est situé sur le cours inférieur de la Sira (no), qui est son émissaire et principal tributaire. La surface du lac est située à une altitude de 53 mètres. La superficie du lac est de 18,8 km2 pour une longueur de 27 kilomètres, depuis Tonstad (no) au nord jusqu'à Sira au sud.

## Hydroélectricité

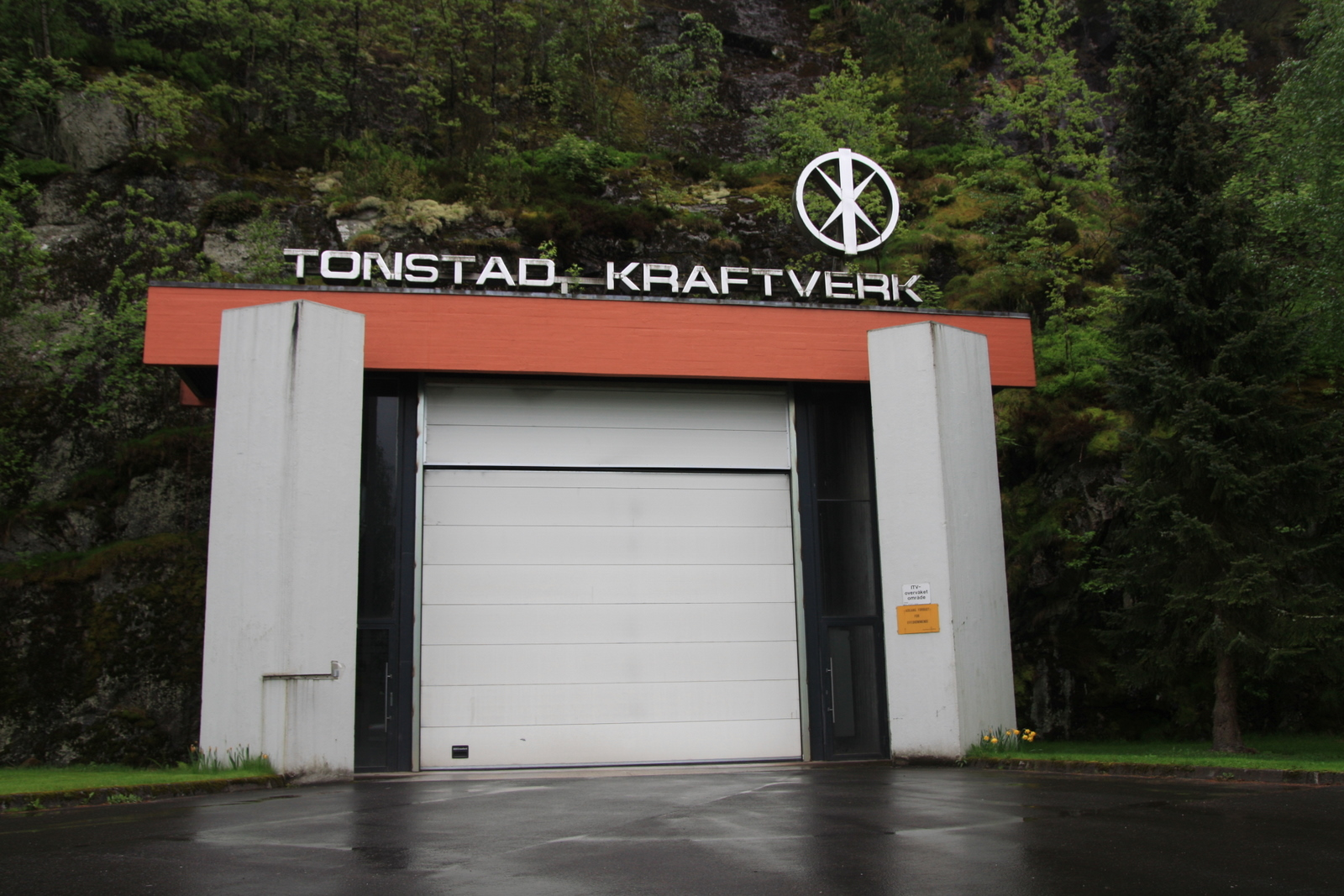
La porte aval de la conduite forcée donnant dans le lac.

Le Sirdalsvatnet sert de réservoir aval aux conduites forcées de la société Sira-Kvina Kraftselskap (no) qui y exploite la centrale hydroélectrique de Tonstad (no), principal aménagement du projet Sira-Kvina, dont les travaux débutent en 1965 pour une mise en service progressive de 1968 à 1988. Avec une puissance de 960 MW, il s'agit de l'installation la plus puissante de Norvège. Elle exploite une hauteur de chute de 450 mètres et un bassin versant de 2 700 kilomètres carrés, avec quatre turbines de 160 MW et une de 320 MW. La production annuelle moyenne est de 3 800 GWh,.
Une installation plus modeste utilise également le lac comme réservoir aval, la centrale hydroélectrique de Finså (no). La centrale, construite en 1963, dispose d'une puissance de 22 MW et d'une hauteur de chute de 303 mètres, avec une production annuelle moyenne de 154 GWh.
Un projet beaucoup plus important de pompage-turbinage existe entre le Sidalsvatnet et le Kvifjorden (no) situé à une altitude moyenne de sept cents mètres. La potentielle centrale aurait une puissance de 1 400 MW exploitant une hauteur de chute de 630 à 670 mètres.